# Are druryi
Are druryi là một loài bướm đêm thuộc họ Erebidae.